# Ottir Iarla
No confundir con Óttar monarca del reino de Dublín (siglo XII)
Ottir Iarla o Jarl Óttar (m. 918), también Ottir Dub y Óttar el Negro, en fuentes irlandeses o Conde Óttar, fue un prominente caudillo vikingo, jarl de la isla de Irlanda a principios del siglo X y reconocido como fundador del asentamiento escandinavo del puerto de Waterford (idioma irlandés:Loch dá Caech) en el año 914. Fue un incondicional aliado y muy próximo al rey hiberno-nórdico Ragnall ua Ímair, aunque no hay constancia que tuviesen vínculos de sangre.

## Irlanda
Ottir está asociado con las conquistas e incursiones vikingas en Irlanda, particularmente en la provincia de Munster. La crónica Cogad Gáedel re Gallaib le describe como lugarteniente principal del rey Ragnall y le asocia con el asentamiento vikingo de Cork, pero no está claro si gobernó como rey o estaba sujeto a la autoridad de Ragnall, los anales ofrecen una cronología distinta.
Es muy posible que sea un antepasado de la familia Cotter del condado de Cork, Irlanda, cuyo origen Óttar de Dublín (hijo de Mac Ottir), era Rey de Dublín.  Vivió en la época adecuada para que su nombre fuera adoptado como apellido.'.
Joan Radner sugiere que Ottir es el mismo Ottir mac Iargni que aparece en los Anales de Ulster, que mató a un hijo del rey Auisle (Mac Auisle) en alianza con Muirgel, hija de Máel Sechnaill mac Máele Ruanaid en 883, pero la historiadora Clare Downham no lo considera creíble. No obstante, parece cierto según la historiadora Mary Valante, que Ottar y Muirgel se casaron porque él y su padre Ierne (m. 852) eran ambos aparentemente aliados de Máel Sechnaill. Ottir pudo ser el padre de Bárid mac Oitir que según las crónicas murió en batalla contra Ragnall en 914 algo improbable siendo Ottir un personaje tan vinculado al monarca.

## Inglaterra y Escocia
El jarl Ottir tuvo también un protagonismo importante en Britania. Según la crónica anglosajona, en el año 918 (para 917):

Aquí en este año una gran flota al sur desde Britania, y con el ejército dos jarls, Ohtor y Hroald, y se dirigieron al oeste hasta la desembocadura del (río) Severn, y devastaron todo lugar en Gales desde el mar, donde les permitía, y prendieron a Cameleac, obispo en Archenfield, y le llevaron en sus naves; y el rey Eduardo lo rescató por 40 libras. Entonces el ejército se dirigió al norte y quiso devastar Archenfield; entonces allí encontraron a los hombres de Hereford y de Gloucester y de las próximas fortalezas, y lucharon contra ellos, y les pusieron en fuga, matando al jarl Hroald y al hermano del jarl Ohtor y a gran parte de su ejército y los cercaron, asediaron hasta que devolviesen a los rehenes y abandonasen el dominio del rey Eduardo.

## Muerte en batalla
Ottir murió en batalla contra Constantino II de Escocia en 918. Pudo haber unido fuerzas con Ragnall ua Ímair y otros, o quizás lanzaba incursiones por su cuenta. Los Anales de los cuatro maestros cita:

M916.14[918]: Oitir y los extranjeros fueron desde Loch Dachaech hacia Alba; y Constantino, hijo de Aedh, les dio batalla, y Oitir fue muerto, con un grupo de extranjeros con él.

Los Anales de Ulster ofrece información detallada y le posiciona con el ejército de Ragnall, refiriéndose a los acontecimientos de la batalla de Corbridge:

U918.4: Los extranjeros de Loch dá Chaech, Ragnall, rey de los oscuros extranjeros, y los dos jarls, Oitir y Gragabai, abandonaron Irlanda y fueron a por los hombres de Escocia. Los hombres de Escocia, se enfrentaron contra ellos en los bancos del Tyne al norte de la tierra de los sajones. Los paganos se dividieron en cuatro batallones: un batallón con Gothfrith nieto de Ímar, un batallón con los dos jarls, y un batallón con los nobles jóvenes. También había un batallón que emboscaba con Ragnall al frente, que los hombres de Escocia no advirtieron. Los escoceses dieron cuenta de los tres batallones que vieron, y mataron a muchos paganos, incluidos Oitir y Gragabai. Ragnall, no obstante, atacó por la retaguardia de los escoceses, e hizo una matanza entre ellos, aunque ninguno de sus reyes o condes murieron. Al anochecer acabó la batalla.